# Associazione Sportiva Del Duca Ascoli 1967-1968
Questa pagina raccoglie le informazioni riguardanti l'Associazione Sportiva Del Duca Ascoli nelle competizioni ufficiali della stagione 1967-1968.

## Rosa
| N. |                    | Ruolo | Calciatore           |
| -- | ------------------ | ----- | -------------------- |
|    | Italia (bandiera)  | C     | Franco Beccaccioli   |
|    | Italia (bandiera)  | D     | Silvio Camaioni      |
|    | Italia (bandiera)  | C     | Adelmo Capelli       |
|    | Italia (bandiera)  |       | Capriotti            |
|    | Italia (bandiera)  | A     | Dino da Costa        |
|    | Brasile (bandiera) | A     | Francesco De Mecenas |
|    | Italia (bandiera)  | A     | Mario Dolgan         |
|    | Italia (bandiera)  | D     | Giuseppe Follari     |
|    | Italia (bandiera)  | A     | Igino Gasparini      |
|    | Italia (bandiera)  | D     | Vittorio Guzzo       |
|    | Italia (bandiera)  | P     | Giorgio Maestri      |
|    | Italia (bandiera)  | A     | Giorgio Mariani      |

| N. |                   | Ruolo | Calciatore         |
| -- | ----------------- | ----- | ------------------ |
|    | Italia (bandiera) | C     | Carlo Mazzone      |
|    | Italia (bandiera) | A     | Franco Pagliacci   |
|    | Italia (bandiera) | P     | Michele Palestini  |
|    | Italia (bandiera) |       | Palma              |
|    | Italia (bandiera) | C     | Paolo Pierbattista |
|    | Italia (bandiera) | C     | Alberto Rigantè    |
|    | Italia (bandiera) | C     | Michele Salvato    |
|    | Italia (bandiera) | C     | Roberto Scichilone |
|    | Italia (bandiera) | C     | Vincenzo Scoponi   |
|    | Italia (bandiera) |       | Tarquini           |
|    | Italia (bandiera) | C     | Mario Vivani       |